# لاک‌وود ۱۳۴۹۳
سیارک ۱۳۴۹۳ (به انگلیسی: 13493 Lockwood، نامگذاری:1985PT) سیزده هزار و چهارصد و نود و سومین سیارک کشف شده‌است که در ۱۴ اوت ۱۹۸۵ کشف شد.